# Reykjavík International Film Festival
Reykjavík International Film Festival, RIFF, (isländska: Alþjóðleg kvikmyndahátíð í Reykjavík) är en filmfestival för independentfilm på Island, som arrangeras i september varje år sedan 2004. Vid varje festival delas ett antal priser ut. Huvudpriset är "Discovery of the Year", även kallat Golden Puffin.

## Golden Puffin-vinnare
| År   | Film                                      | Regissör                 |
| ---- | ----------------------------------------- | ------------------------ |
| 2005 | Herr Lazarescus död                       | Cristi Puiu              |
| 2006 | Grbavica – läker tiden alla sår?          | Jasmila Žbanić           |
| 2007 | Iszka utazása                             | Csaba Bollók             |
| 2008 | Tulpan                                    | Sergey Dvortsevoy        |
| 2009 | Jag dödade min mamma                      | Xavier Dolan             |
| 2010 | Le Quattro Volte                          | Michelangelo Frammartino |
| 2011 | Twilight Portrait                         | Angelina Nikonova        |
| 2012 | Beasts of the Southern Wild               | Benh Zeitlin             |
| 2013 | Still Life                                | Uberto Pasolini          |
| 2014 | Smetto quando voglio                      | Sydney Sibilia           |
| 2015 | Wednesday, May 9th                        | Vahid Jalilvand          |
| 2016 | Godless                                   | Ralitza Petrova          |
| 2017 | The Rider                                 | Chloé Zhao               |
| 2018 | Knife+Heart                               | Yann Gonzalez            |
| 2019 | The Orphanage                             | Shahrbanoo Sadat         |
| 2020 | This Is Not a Burial, It's A Resurrection | Lemohang Jeremiah Mosese |
| 2021 | Moon, 66 Questions                        | Jacqueline Lentzou       |